# Journal of Homosexuality
Journal of Homosexuality — рецензируемый академический журнал, посвященный исследованиям сексуальных практик и гендерных ролей в их культурном, историческом, межличностном и современном социальном контексте.

## История
Главным редактором-основателем был Чарльз Сильверстайн. После первого тома журнал редактировал Джон Пол Де Чекко, который проработал около 50 томов. Текущий главный редактор — Джон Элиа (Государственный университет Сан-Франциско). Первоначально журнал издавался издательством Haworth Press, пока его не приобрела компания Taylor & Francis, которая теперь публикует его в своём импринте Routledge .

## Реферирование и индексирование
Журнал реферируется и индексируется в Social Sciences Citation Index, MEDLINE, Current Contents, PsycINFO, Sociological Abstracts, Social Work Abstracts, Abstracts in Anthropology, Criminal Justice Abstracts, Studies on Women & Gender Abstracts, AgeLine и Education Research Abstracts. Согласно Journal Citation Reports, в 2015 году импакт-фактор журнала составлял 0.862.